# Heteronyx capillatus
Heteronyx capillatus är en skalbaggsart som beskrevs av Macleay 1888. Heteronyx capillatus ingår i släktet Heteronyx och familjen Melolonthidae. Inga underarter finns listade i Catalogue of Life.